# Section du Faubourg-Montmartre
Pour les articles homonymes, voir Montmartre (homonymie).
La section du Faubourg-Montmartre était, sous la Révolution française, une section révolutionnaire parisienne.

## Représentants
Elle était représentée à la Commune de Paris par :
- Jean-Baptiste Chavigny (17.. - 1794), guillotiné le  11 thermidor an II (29 juillet 1794),
- André Tonnelier, né en 1760, peintre, demeurant 1032, rue du Faubourg-Montmartre.
- Louis Legry, né en 1744, grainier, demeurant 907, rue du Faubourg-Montmartre en face de la rue de Provence.
- Jean Nicolas Victor Gagnant, né en 1768, peintre, demeurant rue Richer. Président de la section en juillet 1792.

## Historique
La section du Faubourg-Montmartre se nomma, à l’époque où la rue s’appela non officiellement Mont-Marat, section du Faubourg-Mont-Marat. On la trouve également sous la désignation section Constante-du-Faubourg-Montmartre dans plusieurs documents de l'époque, ce qui signifiait, sans doute, qu'elle entendait ne pas changer de nom.

## Territoire
Il correspondait aux rues du Faubourg-Montmartre et du Faubourg-Poissonnière.

## Limites
La rue Poissonnière et celle Sainte-Anne, à gauche, depuis le boulevard Poissonnière jusqu’à la barrière : les murs depuis la barrière Sainte-Anne jusqu’à la barrière Montmartre : la rue des Martyrs et celle du Faubourg-Montmartre, à gauche, depuis la barrière Montmartre jusqu’au boulevard Montmartre : le boulevard, à gauche, de la porte Montmartre à la rue Poissonnière.

## Intérieur
La rue de Rochechouart, rue de la Tour-d’Auvergne, rue de Belle Fonds, rue de Coquennard, rue de Montholon, rue d'Enfer, le passage de la Grille, rue Bergère, etc., et généralement tous les rues, culs-de-sac, places, etc., enclavés dans cette limite.

## Local
La section du Faubourg-Montmartre se réunissait dans le "ci-devant Hôtel des Menus Plaisirs", situé no 15 rue du Faubourg-Poissonnière.

## Population
10 100 habitants, dont 1 240 ouvriers et 1 570 économiquement faibles.

## 9 Thermidor an II
Lors de la chute de Robespierre, le  9 thermidor an II (27 juillet 1794), la section resta fidèle à la Convention nationale, malgré Jean-Baptiste Charigny qui soutient la Commune de Paris et fut guillotiné le  11 thermidor an II (29 juillet 1794). En ce qui concerne André Tonnelier, il n’a pas pris part à la séance de la Commune de Paris du 9 thermidor an II (27 juillet 1794). On ne sait pas ce qu’il avait fait dans la nuit du 9 au 10 thermidor an II (28 juillet 1794) avant de se présenter à l’assemblée générale de sa section. En tout cas, il fut gardé quatre mois en prison.

## Évolution
Après le regroupement par quatre des sections révolutionnaires par la loi du  19 vendémiaire an IV (11 octobre 1795) qui porte création de 12 arrondissements, la présente section est maintenue comme subdivision administrative, puis devient, par arrêté préfectoral du 10 mai 1811, le quartier du Faubourg-Montmartre (2e arrondissement de Paris).